# Obsidian (Paradise Lost)
Obsidian è il sedicesimo album in studio del gruppo musicale gothic/death doom metal britannico Paradise Lost, pubblicato nel 2020 dalla Nuclear Blast.
Come primo singolo estratto dal disco - il 20 marzo - è stato scelto il brano Fall from Grace. Il 24 aprile verrà pubblicato anche il lyric video di Ghosts. Mentre, il giorno dell'uscita del disco (il 15 maggio) toccò alla traccia che apre il disco: Darker Thoughts.

## Tracce
Testi di Nick Holmes, musiche di Gregor Mackintosh.
1. Darker Thoughts – 5:46
2. Fall from Grace – 5:42
3. Ghosts – 4:35
4. The Devil Embraced – 6:08
5. Forsaken – 4:30
6. Serenity – 4:46
7. Ending Days – 4:36
8. Hope Dies Young – 4:02
9. Ravenghast – 5:30

Bonus track nell'edizione limitata dell'album
1. Hear the Night – 5:34
2. Defiler – 4:45

## Formazione

### Gruppo
- Nick Holmes – voce
- Gregor Mackintosh – chitarra ritmica e solista
- Aaron Aedy – chitarra ritmica
- Stephen Edmondson – basso
- Waltteri Väyrynen – batteria

#### Altri musicisti
- Heather Thompson-Mackintosh – voce addizionale (Hope Dies Young, Hear the Night)
- Steve Crobar – violino (Darker Thoughts, Ending Days)